# 张伟 (画家)
张伟（1950年—），号半壶堂主人，当代中国画画家，中国孔子画院副院长，山东省美协会员。以国画“写意熊猫”的作者被人熟知。

## 生平
1950年生于中国山东滨州，祖籍吉林扶余，张伟擅长国画水墨写意，在创作中将坚持中国传统绘画的水墨技法，借鉴西方绘画中的线条和构图等表现技巧，融入到其国画写意的创作中。其动物花鸟画，运用中国文人绘画中将表现对象“拟人化”、“情感化”的传统，以水墨大写意的丰富的墨色和线条表现动物。其表现对象多为动物花鸟，但也有作品反映桂林山水和青藏高原，其中中国的国宝熊猫更以其黑白本色，中国元素成为其近年来的主要创作对象。其笔下熊猫“憨态可掬，不逞霸气，平和致远，具象而有寄寓。”

## 代表性作品
张伟的作品曾被入选第十一届全国美展和2010年上海水彩国际双年展。
2007年3月张伟接受法国巴黎La Palette画家协会主席蒙达迪先生邀请，参加了在巴黎举办画展，展出“墨香”系列，并获得终身成就奖章。主要代表作“墨香”，“情系荷塘”，“清夏”，“青藏高原”等等。
2010年8月在济南明湖美术馆举办了首场以熊猫为主题的“写意中华大熊猫”画展。8月至10月受济南法语联盟的邀请举办“熊猫”专题展览。
2013年张伟创作写意熊猫11米长卷——《家园》。
2014年2月，中法建交50年，跟广州台山核电站的法籍员工及其家属共同举办写意熊猫新春笔会。
2014年7月，在法国巴黎举办“美丽中国，写意熊猫” 个展。
2015年12月，为庆祝中国野生动物保护协会成立30周年，协会收藏了一副张伟的国画写意熊猫。
2016年1月，在中国崇礼举办“国宝恋中华、激情迎冬奥”生态书画展。
2017年9月，张伟以《共沐春光》为主题，创作了高两米四，宽七米的巨幅画作，二十只熊猫憨代表着香港回归二十周年，赠予香港特区政府。